# ماريان أسبلين
ماريان أسبلين (بالنرويجية البوكمول: Marianne Aspelin Berntzen)‏ هي لاعبة كرلنغ نرويجية، ولدت في 4 أبريل 1966 في لورينسكوغ في النرويج.

## وصلات خارجية
- ماريان أسبلين على موقع الاتحاد الدولي للكرلنغ (الإنجليزية)
- ماريان أسبلين على موقع اللجنة الأولمبية الدولية (الإنجليزية)
- ماريان أسبلين على موقع أوليمبيديا (الإنجليزية)